# Coris formosa

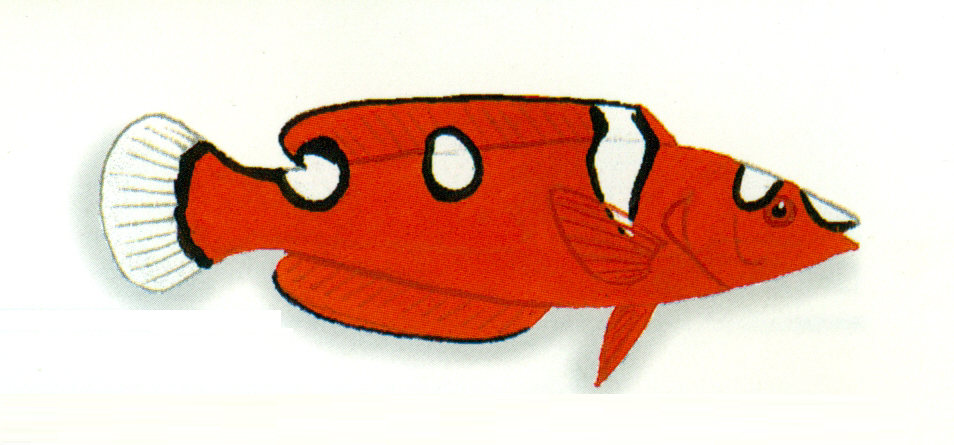
Coris formosa juvenil.

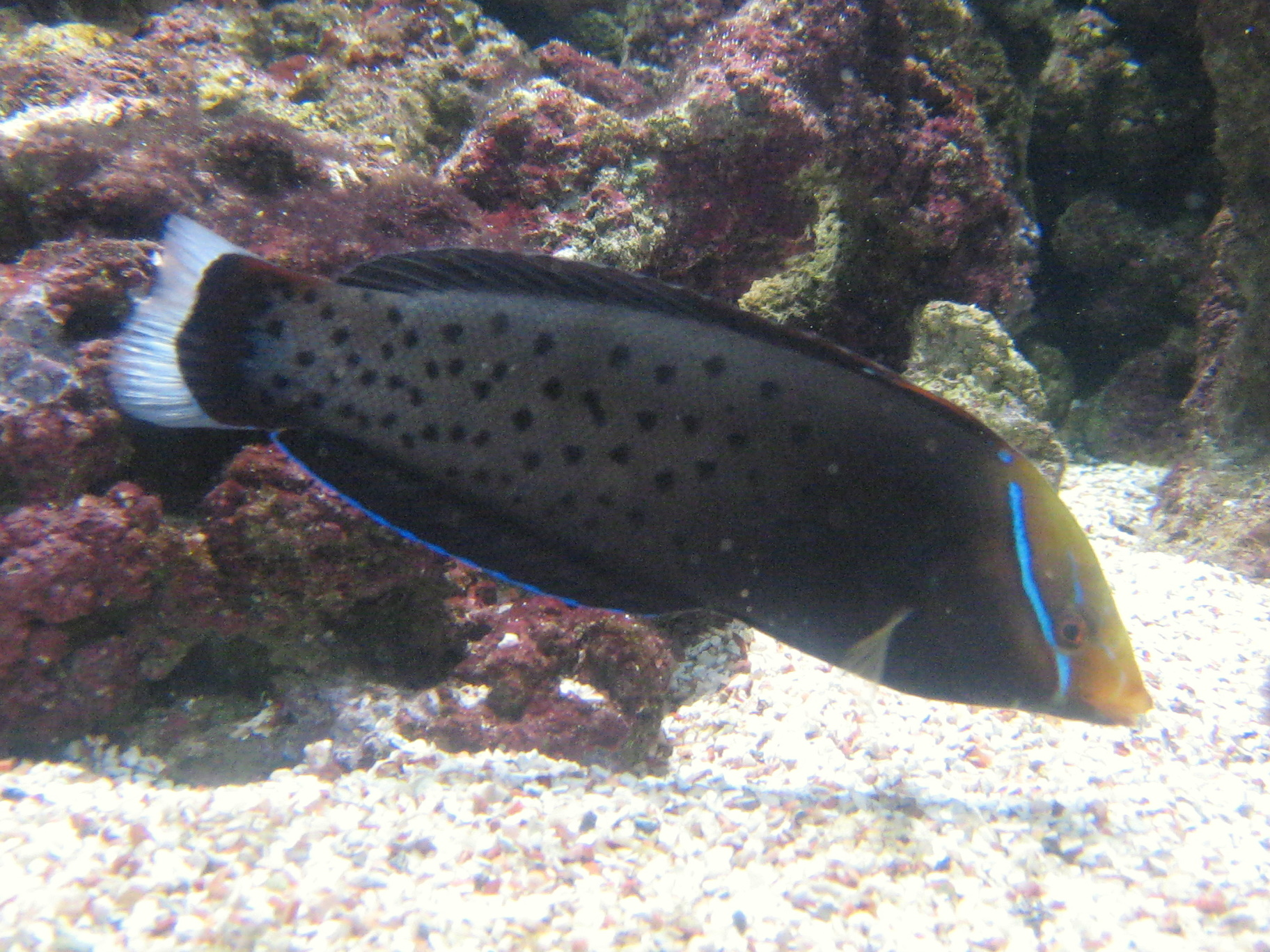
Coris formosa mutando su librea juvenil a adulto.

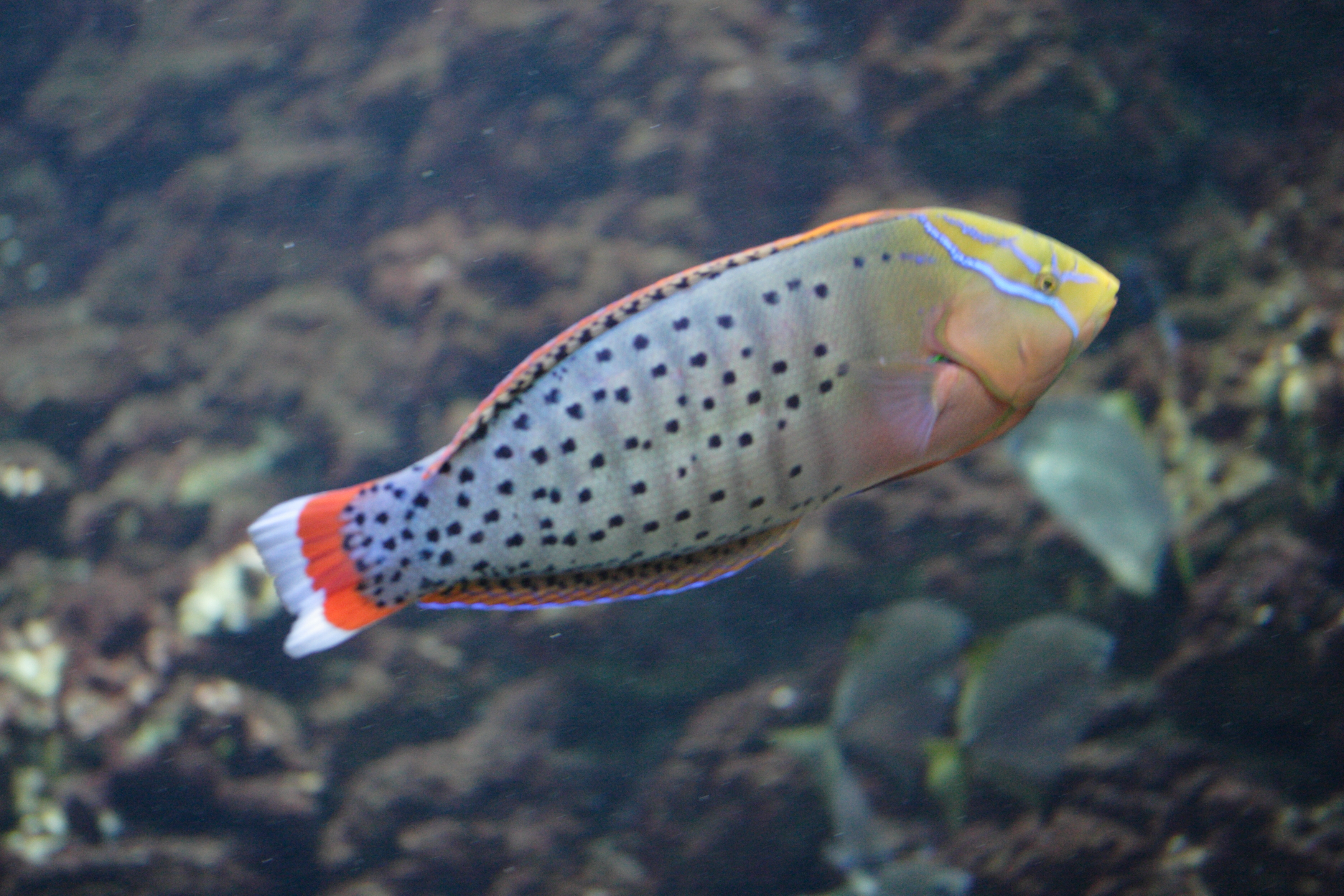
Coris formosa adulto.

La doncella reina (Coris formosa) es una especie de peces de la familia Labridae en el orden de los Perciformes.

## Morfología
Su librea juvenil es muy vistosa, el cuerpo y las aletas son anaranjadas que van oscureciendo hacía marrón en la cara y en la zona ventral. Tres franjas blancas con ribete negro cruzan al animal verticalmente. En la cabeza presentan también una mancha blanca en forma de antifaz por encima de los ojos y otra en la zona de la boca. Las aletas dorsal y anal son generalmente negras siendo la caudal transparente. Esta librea va mutando según crece, primeramente todo el cuerpo se oscurece hacia un tono negro-marrón con excepción de la cara, posteriormente le aparece una raya azul celeste cruzando la cara y se empiezan a ver las motas negras que cubrirán su librea adulta.
Los ejemplares adultos presentan una librea pálida, mayoritariamente verde azulada jalonada por puntos oscuros que recorren la mitad posterior del cuerpo. La cabeza de tonalidad amarilla / naranja presenta dos bandas iridiscentes y en el nacimiento de la aleta dorsal muestra la primera espina más desarrollada. Las aletas dorsal y anal están decoradas con sendos ribetes en tonalidades rojas y azules presentando dos bandas en color rojo y azul en la aleta caudal.
Los machos pueden llegar alcanzar los 60 cm de longitud total.

## Alimentación
Se alimentan generalmente de crustáceos e invertebrados de concha dura incluidos moluscos y erizos de mar, también come gusanos de fuego.

## Hábitat
Siempre asociado a los arrecifes coralinos, presente en profundidades comprendidas entre los 2 y 50 metros. Los juveniles frecuentan zonas poco profundas.
Se encuentra desde el sur del mar Rojo hasta KwaZulu-Natal (Sudáfrica) y Sri Lanka.

## Reproducción
Es hermafrodita secuencial. Todos los ejemplares juveniles se desarrollan como hembras siendo el superior jerárquico quien se transforma en macho. A falta de éste, la hembra de mayor tamaño sufrirá el cambio cogiendo una coloración mucho más oscura, en la que en la mayoría de los casos no estarán presentes los puntos característicos de la especie.

## Mantenimiento
Un acuario con un gran espacio libre para nadar, con un fondo de arena y una gran pared de roca viva puede decirse que constituye la decoración más adecuada para estas especies.
Hay que considerar el que pasará gran parte del tiempo removiendo el sustrato en busca de presas, por lo que cualquier coral que se encuentre en el mismo sufrirá continuos volteos. Asimismo, se deberá evitar el mantenerlo con caracoles, gambas y cangrejos, ya que serán sus presas.
Acepta tanto artemia, mysis, cyclops o huevos de langosta, como comida seca en forma de escamas o granulado.